# Capanna Cadagno
Die Capanna Cadagno (deutsch Cadagnohütte) ist eine Schutzhütte bei der Alpe di Piora im Val Piora (Lepontinische Alpen), in der Gemeinde Quinto im Kanton Tessin. Sie steht auf einer Höhe von 1987 m ü. M. oberhalb des Ritomsees beim Lago di Cadagno.

## Geschichte
Die Cadagnohütte wurde 1934 gebaut und 1993 und 2013 fast vollständig renoviert. Sie gehört zur Sektion SAT Ritom der Società Alpinistica Ticinese (SAT) und dem Dachverband Federazione Alpinistica Ticinese (FAT). Das Pioratal ist ein höher gelegenes Seitental der Valle Leventina. Es ist über Bergwanderwege, eine einspurige Fahrstrasse bis zur Ritom Staumauer 1850 m ü. M. oder über die steile Standseilbahn Ritom (max. 87,8 %) zugänglich.
Die Hütte wird von Anfang Juni bis Mitte Oktober bewartet. Es gibt einen Speisesaal für 100 Personen und eine Aussenterrasse mit Tischen. Auf der Speisekarte stehen regionale Produkte und Spezialitäten. Für den Winter hat es einen Aufenthaltsraum mit Holzheizung. Es gibt 78 Schlafplätze in 8-Bett-Zimmern sowie WC und Duschen.

## Zustiege und Übergänge, Nachbarhütten
- Von der Bergstation der Ritomseilbahn in 1 ½ Stunden Gehzeit.
- Vom Lukmanierpass (1915 m ü. M.) über den Passo dell’Uomo (2218 m ü. M.) in 2½ Stunden.
- Von der Alpe Casaccia (Lukmanierpassstrasse) (1818 m ü. M.) über den Passo delle Colombe (2381 m ü. M.) oder den Passo del Sole (2376 m ü. M.) in 2 ½ Stunden.
- Von der Prodörhütte über den Passo Predèlp (2452 m ü. M.) und den Passo del Sole in 4 ½ Stunden.
- Von der Cadlimohütte über den Lago di Dentro und den Lago di Tom in 2 ½ Stunden.
- Von der Dötrahütte über Acquacalda (Bleniotal) und den Passo del Sole in 4 Stunden.
- Von der Bovarinahütte über den Passo di Gana Negra (2434 m ü. M.) und den Passo dell’Uomo in 5 bis 6 Stunden.
- Von Airolo durch das Val Canaria nach Pian Töi (1891 m ü. M.), über die Bocchetta (Lücke, Übergang) di Föisc (2122 m ü. M.) oder die Bocchetta  del Camoghé (2242 m ü. M.) in 5 bis 6 Stunden.
- Von Lurengo über den Passo Forca (2112 m ü. M.) in 3 Stunden.[1]

## Aktivitäten
Die Hütte und das Gebiet sind geeignet für Wanderer, Naturliebhaber, Biker, Schulen, Familien und Gruppen. Sie befindet sich an der klassischen Biker Route 65 «Gottardo Bike, Andermatt – Biasca».

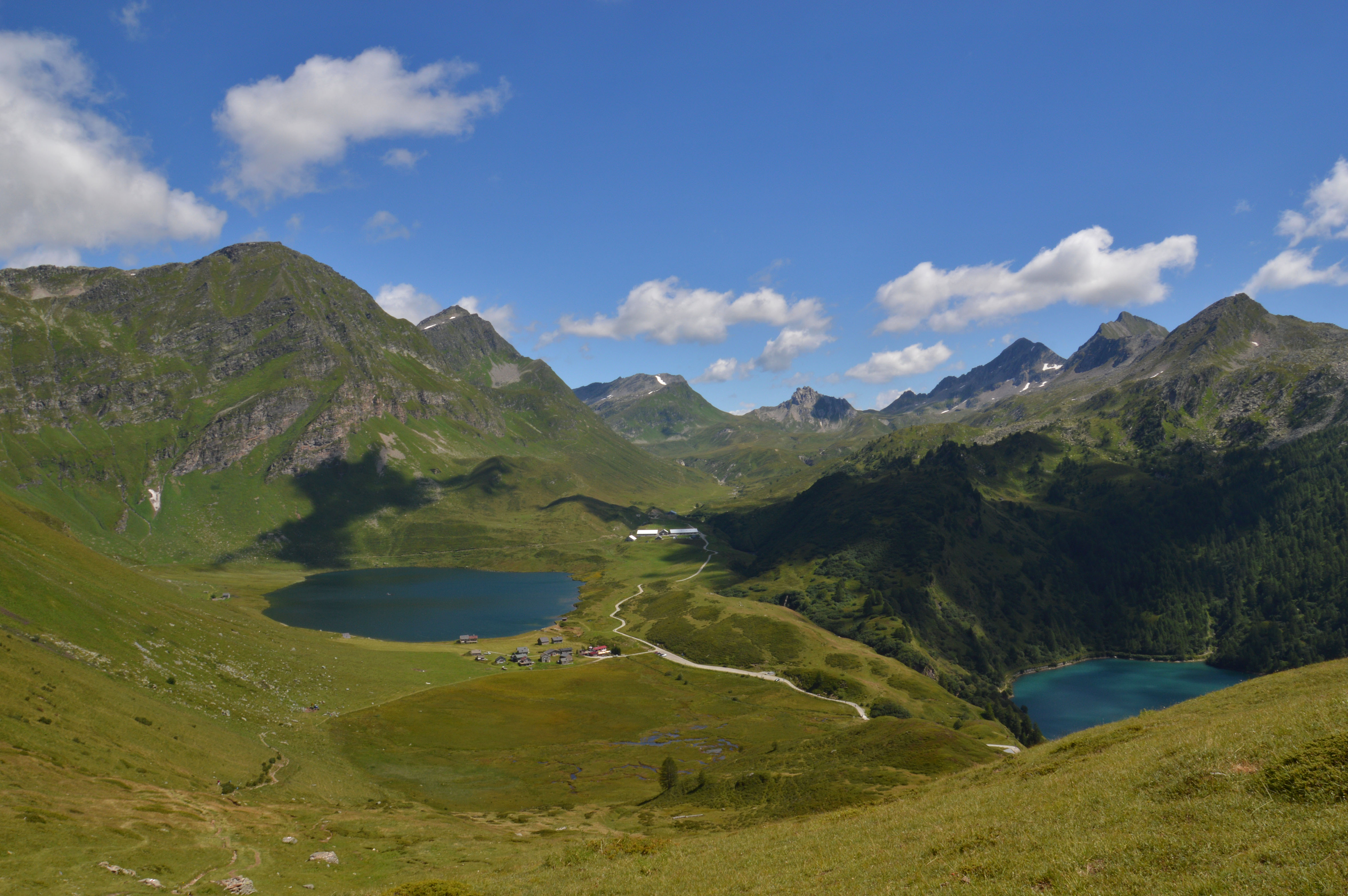
Cadagnohütte hinter der Alpe di Piora zwischen Cadagno- und Ritomsee